# Homotaurine
Homotaurine (cũng được phát âm là homotaurin, công thức (NH2)-(CH2)-(CH2)-(CH2)-(SO2)-(OH)) là một hợp chất hữu cơ tổng hợp. Chất này tương tự với taurine ((NH2)-(CH2)-(CH2)-(SO2)-(OH)) nhưng chứa thêm một Carbon trong chuỗi.  Bởi vì có sự giống nhau về cấu trúc với một chất dẫn truyền thần kinh là gamma-aminobutyric acid (GABA), homotaurine cũng có tác dụng tương tự GABA và hữu ích như một chất chống co giật.
Homotaurine cũng được nghiên cứu như một liệu pháp điều trị cho bệnh Alzheimer.  Nó liên kết với Amyloid Beta (Aβ or Abeta) hòa tan trong nước và ức chế sự hình thành các chất độc thần kinh (dẫn đến sự tích tụ các mảng bám trong não). However, clinical trials failed to show value.
Homotaurine là một phân tử zwitterion tồn tại ở điều kiện pH cân bằng.